# Santa Lucía (Piura)
Santa Lucía es una localidad peruana ubicado en el distrito de Veintiséis de Octubre, perteneciente a la provincia y departamento de Piura, al norte del Perú. 

## Ubicación
Santa Lucía se ubica al oeste de la provincia de Piura, en el distrito de Veintiséis de Octubre, en el departamento de Piura.

## Demografía
En 2017 Santa Lucía tenía una población de 5 habitantes.